# Nathanaël Berthon
Nathanaël Berthon, född 1 juli 1989 i Romagnat, är en fransk racerförare.

## Racingkarriär
Berthon har, efter sin kartingkarriär som slutade 2007, hittills bara tävlat i olika Formel Renault-mästerskap, förutom ett inhopp i det brittiska F3-mästerskapet och fyra tävlingar i GP2 Asia Series. Det var under sin andra säsong i Formula Renault 2.0 Eurocup, 2009, som han tog sin första seger. Han tog även två stycken i Formula Renault 2.0 West European Cup, ett mästerskap som han slutade trea i totalt. I Eurocup blev slutplaceringen sexa.
2010 flyttade han upp till den största Formel Renault-serien, Formula Renault 3.5 Series. Till de regerande mästarna International DracoRacing, vilket var teamet som Bertrand Baguette blev mästare i året tidigare. Fransmannen vann det andra racet på Circuit de Spa-Francorchamps och hade ytterligare tre pallplatser. I övrigt tog han få poäng och slutade som sjua totalt.
I början av 2011 tävlade han i GP2 Asia Series för Racing Engineering och kom senare under säsongen att återuppta sitt tävlande i Formula Renault 3.5 Series, den här säsongen för I.S.R. Racing.

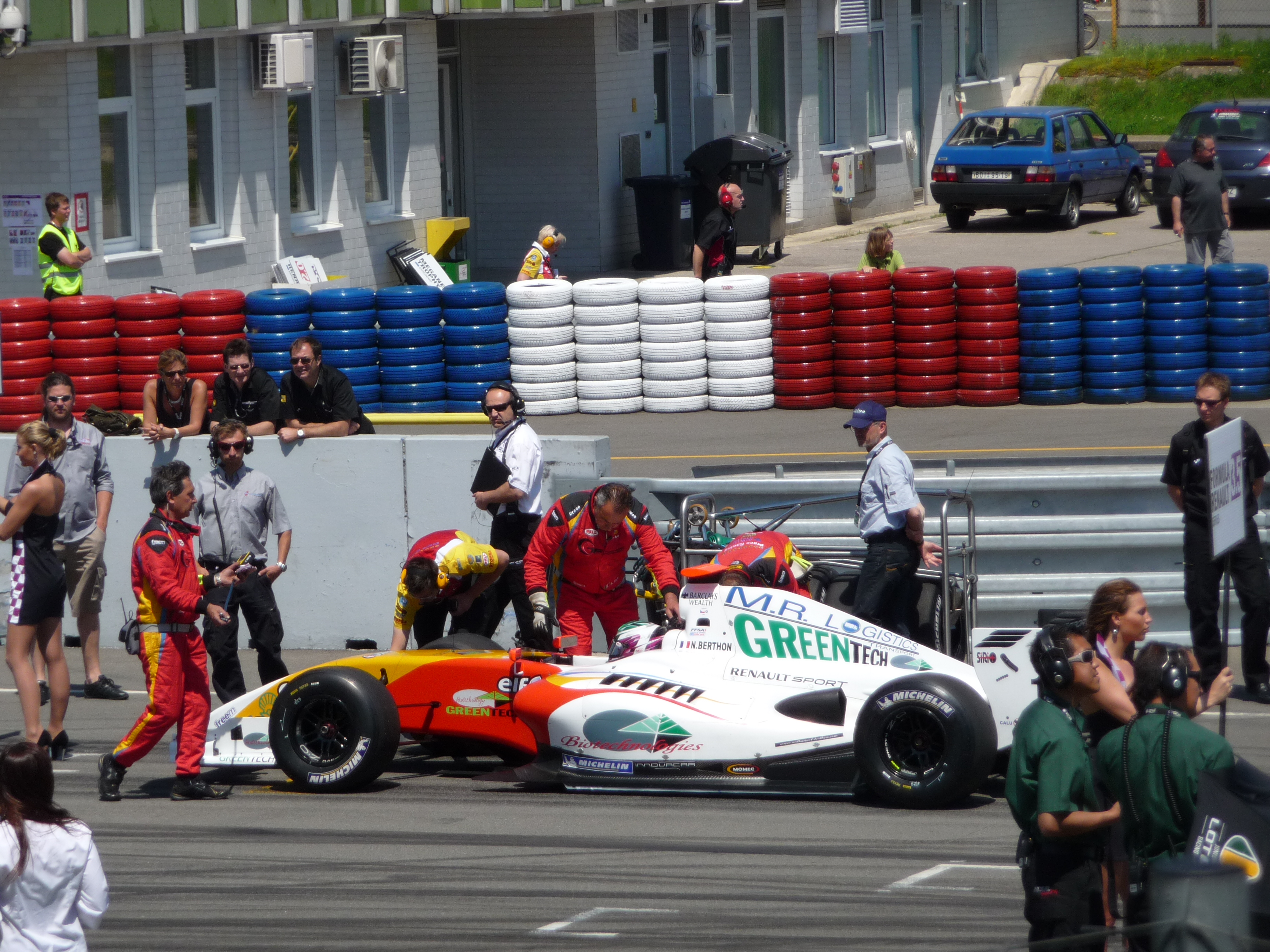
Nathanaël Berthon i Formula Renault 3.5 Series på Masaryk Circuit 2010.

| År                                               | Klass/Mästerskap                               | Team                      | Bil                        | Totalt/poäng   | Bästa placering              |
| ------------------------------------------------ | ---------------------------------------------- | ------------------------- | -------------------------- | -------------- | ---------------------------- |
| 2008                                             | Formula Renault 2.0 West European Cup          | Boutsen Energy Racing     | Tatuus FR2000 (Renault)    | 18:e/9p        | 7:a på Spa (Race 1)          |
| 2008                                             | Formula Renault 2.0 Eurocup                    | Boutsen Energy Racing     | Tatuus FR2000 (Renault)    | -/0p           | 12:a på Nürburgring (Race 1) |
| 2009                                             | Formula Renault 2.0 West European Cup          | Epsilon Euskadi           | Tatuus FR2000 (Renault)    | 3:a/120p       | Två segrar                   |
| 2009                                             | Formula Renault 2.0 Eurocup                    | Epsilon Euskadi           | Tatuus FR2000 (Renault)    | 6:a/67p        | 1:a på Catalunya (Race 1)    |
| 2010                                             | Formula Renault 3.5 Series                     | International DracoRacing | Dallara FR35 (Renault)     | 7:a/60p        | 1:a på Magny-Cours (Race 2)  |
| 2010                                             | Brittiska F3-mästerskapet                      | ART Grand Prix            | Dallara F308 (Mercedes F3) | -/0p           | 13:e på Spa (Race 2)         |
| 2010                                             | Brittiska F3-mästerskapet - Invitational class | ART Grand Prix            | Dallara F308 (Mercedes F3) | -/0p           | ?                            |
| 2011                                             | GP2 Asia Series                                | Racing Engineering        | Dallara GP2/11 (Renault)   | -/0p           | 13:e på Imola (Race 2)       |
| 2011                                             | Formula Renault 3.5 Series                     | I.S.R. Racing             | Dallara GMP (Nissan VQ35)  | säsongen pågår | säsongen pågår               |
| Senast uppdaterad: 2011-04-16 (5017 dagar sedan) |                                                |                           |                            |                |                              |